# 2-Bromo-1-cloropropà
El 2-bromo-1-cloropropà és un compost orgànic de la classe dels haloalcans. El compost té un carboni quirial, és a dir, un estereocentre, i s'usa sovint per determinar la resolució enantiomèrica de mètodes cromatogràfics simples. La seva estructura es basa en una cadena de tres àtoms de carboni units a dos grups halogenats, que consisteixen en un àtom de brom unit al segon àtom de carboni i un àtom de clor unit a un extrem de la cadena de carboni.

## Isòmer

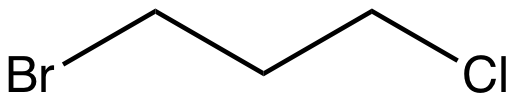
Fórmula estructural simple de l'1-bromo-3-cloropropà.

El 2-bromo-1-cloropropà és isomèric a l'1-bromo-3-cloropropà, ja que la fórmula molecular d’ambdós és {\displaystyle {\ce {C3H6BrCl}}}, però la disposició dels halògens és diferent d'un compost a l'altre.

## Propietats
El 2-bromo-1-cloropropà és un compost líquid incolor i inodor a més de ser insoluble dins aigua. La seva massa molecular és 157,44 g/mol. El seu punt d’ebullició es troba als 118 °C a 1 atm de pressió atmosfèrica.

## Usos

Pictograma per classificar substàncies irritants.

Serveix per estudiar i analitzar reaccions amb altres composts com els de coure(3+), com reactiu en investigacions sanitàries relacionades amb l'extracció de material genètic o en processos modificadors en substàncies com combustibles per alterar algunes de les seves propietats.

## Indicacions de seguretat
Tot i no ser un compost inflamable, sí que és irritant, derivant en una aguda toxicitat si es beu, entra en contacte amb la pell o els ulls i si entra dins el sistema respiratori. Els danys en exposar-se al compost són immediats. En cas d'incendi en un laboratori en relació amb el 2-bromo-1-cloropropà, el foc s'hauria d'extingir amb un químic sec, diòxid de carboni o haló.